# Carex kashmirensis
Carex kashmirensis  (лат.) — вид однодольных растений рода Осока (Carex) семейства Осоковые (Cyperaceae). Впервые описан британским ботаником Чарльзом Бэроном Кларком в 1894 году.

## Распространение, описание
Встречается от Центральной Азии до западных Гималаев: в Афганистане, Индии (Химачал-Прадеш, Джамму и Кашмир, Ладакх), Кыргызстане, Пакистане и Туркменистане.
Гемикриптофит либо корневищный геофит. Столоны многолетние, 13—40 см в длину. Корневище тёмно-коричневое, волокнистое. Ствол гладкий. Листья прямостоячие, иногда скрученные, цветом от серого до серо-коричневого. Цветёт в июле—августе.

## Значение
Хозяйственной ценности для человека не имеет. Имеются сомнительные данные о произрастании растения как сорняка на сельскохозяйственных угодьях в Кашмире (Индия).

## Замечания по охране
С 2013 года Carex kashmirensis считается близким к уязвимому положению видом («near threatened») согласно данным Международного союза охраны природы. Растение встречается редко, динамика и численность экземпляров неизвестны. Среди основных угроз существованию вида — активный выпас скота, лесозаготовки, строительство дорог, пожары, эрозия, использование химикатов и т. д..